# 丹津·葩默

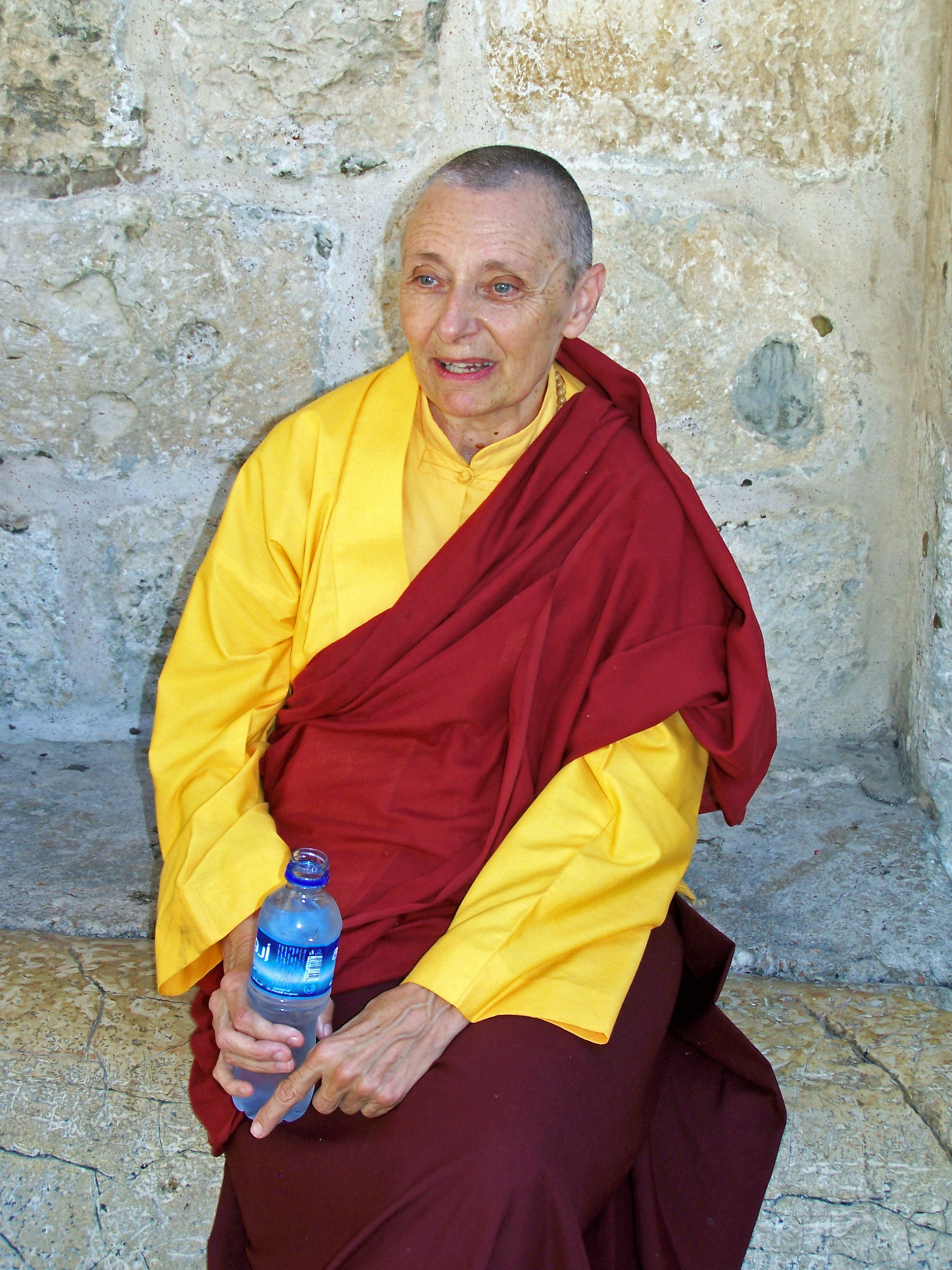
傑尊瑪·丹津·葩默（Jetsunma Tenzin Palmo）在耶路撒冷的聖墓教堂，攝於2006年九月

傑尊瑪丹津·葩默（1943年6月30日—），本名戴安·派瑞（英語：Diane Perry），生於英國英格蘭赫特福德郡，藏傳佛教竹巴噶舉派比丘尼。她是少數西方世界的佛教出家女眾，復興了藏傳佛教瑜伽女的傳統，曾在印度喜馬拉雅山區的岩洞中獨自修行十二年，期間包括三年的精進禪修。2008年2月16日，竹巴噶舉精神領袖－第十二世嘉旺竹巴法王－授予她傑尊瑪的稱號，是目前藏傳佛教中位階最高的女性出家眾之一。
創立道久迦措林尼寺（Dongyu Gatsal Ling Nunnery），位處印度的喜馬偕爾邦，是藏傳佛教中少見以比丘尼僧團為核心的寺院，擔任該寺的住持與導師。
替她撰寫自傳《雪洞》的維琪·麥肯基表示啟發她撰寫本書的理由是因為她曾在一份佛教刊物上讀到丹津·葩默的話：「我誓願以女性之身成佛，無論要經過幾世的流轉。」

## 生平
1963年，丘揚創巴至英國牛津大學留學時，丹津·葩默成為他在西方世界的第一位學生，跟隨他學習禪修技巧。丹津·葩默相信她的前世是一名藏傳佛教僧侶，在18歲時決心前往印度，進入圖書館工作，以籌措旅費。於20歲時，她首次到達印度，在第十四世達賴喇嘛與斐達·貝荻創立的「青年喇嘛之家學校」（Young Lamas' Home School），擔任英文教師。
在從事教學工作之餘，丹津·葩默跟隨竹巴噶舉札西炯康祖法王學習密宗，以他為根本上師。1964年，接受金剛乘灌頂並以沙彌尼身份出家，取法名丹津·葩默，成為繼斐達·貝荻之後，當時第二位擁有噶舉派傳承的西方女性。因藏傳佛教的女性出家眾具足戒傳承斷絕，1973年，她至香港受漢傳佛教具足戒，成為比丘尼。
成為寺院中一百多位比丘中唯一的比丘尼，使丹津·葩默深刻感受到在以男性修行者為主的藏傳佛教寺院中，對於女性修行者的歧視。為了追求更高境界的證悟，1976年，在得到上師札西炯康祖法王的同意後，丹津·葩默至印度拉胡爾和斯皮提縣，位於喜馬拉雅山區的一處岩洞中獨居修行，持續了12年的時間。其中有三年，她完全不離開岩洞中，進行精進閉關。
1988年，因為簽證過期，必須出境，丹津·葩默離開岩洞，由印度前往義大利。丹津·葩默因為長期的獨居苦修，在藏傳佛教之中得到很高的聲望。為了幫助其他的比丘尼在藏傳佛教中獲得平等的地位，她開始巡迴講說及進行募款，同時教授禪修技巧。
2000年，在印度創立道久迦措林尼寺（Dongyu Gatsal Ling Nunnery），為藏傳佛教中的女性修行者提供教育以及學習禪修的地點。

## 相關著作
- 丹津·葩默著，Into the Heart of Life，中譯《活在微笑中：回到生命該有的自然》，ISBN 9789866362484
- 丹津·葩默著，Reflections on a Mountain Lake，中譯《心湖上的倒影》，ISBN 9575982703
- 丹津·葩默著，Three Teachings，中譯《心門》，ISBN 9576306388
- Vicki Mackenzie著，Cave in the Snow，中譯《雪洞》，ISBN 9576306175
- Grill Farrer-Hall著，The Feminine Face of Buddhism，中譯《女性寧靜的變革》，第二章，現代女性佛教徒，ISBN 9575983157

## 註記
1. ↑  係對藏傳佛教尊者的最高敬語
2. ↑  Mackenzie, Vicki. . Great Britain: Bloomsbury. 1998: 5. ISBN 0-7475-4389-5.

## 外部連結
- 迦措林尼寺網頁（页面存档备份，存于） / 網域2（页面存档备份，存于）
- 活出僧尼的潛能，2006年九月於印度Tashijong附近的迦措林尼寺採訪丹津·葩默 Di Cousens撰
- 《佛寺規範 II》，第23章－比丘尼，2007年版 Thanissaro比丘撰
- 《佛寺規範 II》，第8章－尊敬 Thanissaro比丘撰
- 瑜伽女之路-渴望踏上靈性正途的求道者終將跨越性別認同（页面存档备份，存于） Jessica Torrens撰

### 線上文摘
- 摘要：藏傳僧尼處境簡介（页面存档备份，存于） 丹津·葩默比丘尼於佛教女性僧伽角色國際會議（英语：International Congress on Buddhist Women's Role in the Sangha）的演講內容

### 媒體
- H.H. Gyalwang Drukpa對傑尊瑪（Jetsunma）的解釋（页面存档备份，存于）影片
- Buddhas kämpferische Nonne Das abenteuerliche Leben der Diane Perry Archive.today的存檔，存档日期2013-01-05 3sat 07-12-2008